# あさばんっ!
あさばんっ!は、2002年4月1日から2003年4月4日まで北海道テレビ放送（HTB）で6:00 - 6:45（JST）に放送されていた情報番組。番組名の由来は「朝番組」。
放送と同時期の週末に『番組Pon!Pon! W佐藤のばんせんっ!』という番組宣伝ミニ番組も放送されていた。
なお、当番組の開始に伴い『やじうまワイド』（2002年7月以降は『やじうまプラス』）の飛び乗り時刻が再び6:45に戻った。

## 出演者
- 佐藤良諭
- 佐藤麻美

## コーナー
- 北海道のニュース(ローカルニュース)
- 気になるグルメ
献立紹介
- 天気onステージ
HTBの玄関前や屋上から生中継して、天気情報をおくる。
- まみつぐの見つけたっ!
出演者のどちらかがロケをするコーナー。
- もっとシネマを
毎週金曜日放送の映画紹介コーナー。
- 波木星龍のあさばんっ!点数術 
札幌在住占い師の波木星龍監修による占い。高得点だとonちゃんやokちゃん、博士（はかせ）も登場する。

## 使用楽曲
- ミラクルムーン・Jガラージremix（pop'n musicより）